# 吉川温泉 (埼玉県)
吉川温泉（よしかわおんせん）は、埼玉県吉川市保で2023年1月まで営業していた温泉である。

## 泉質
- ナトリウム-塩化物泉
  - 泉温　43.6℃

## 温泉地
吉川市の主要駅である吉川駅周辺に、日帰り入浴施設「よしかわ天然温泉ゆあみ」が1軒存在した。温泉のほか30種以上の生薬を配合した「智光薬湯」があり、宴会場では大衆演劇が行われていた。
施設内には、鍼灸院である「武蔵野治療センター」がある。

## 歴史
- 1999年（平成11年）2月　- 元々は「武蔵野治療センター」のみだった建物を改装して、「よしかわ天然温泉ゆあみ」開業。
- 2023年（令和5年）1月31日、「よしかわ天然温泉ゆあみ」閉館。

## アクセス
- JR武蔵野線・吉川駅より徒歩約1分。
- 東京外環自動車道外環三郷西インターチェンジから国道298号経由、車で20分。